# Long Range Desert Group
El Long Range Desert Group (LRDG) (català: Grup del desert de llarg abast) va ser una unitat de reconeixement i atac de l'exèrcit britànic durant la Segona Guerra Mundial.
Originalment anomenada Long Range Patrol (LRP) (català: Patrulla de llarg abast), la unitat va ser fundada a Egipte el juny de 1940 pel major Ralph Alger Bagnold, actuant sota la direcció del general Archibald Wavell. Bagnold va ser assistit pel capità Patrick Clayton i el capità William Shaw. La majoria dels homes eren de Nova Zelanda, però aviat es van unir a ells uns quants voluntaris de Rhodèsia del Sud i britànics, amb la qual cosa es van formar noves subunitats i es va canviar el nom pel més conegut Long Range Desert Group (LRDG). El LRDG mai va superar els 350 homes, tots ells voluntaris.
El LRDG es va formar específicament per dur a terme operacions de llarg abast en territori enemic, patrulles de reconeixement encobertes i missions d'intel·ligència des de darrere de les línies italianes, encara que de vegades es dedicaven a operacions de combat. Com que els LRDG eren experts en la navegació del desert, de vegades eren assignats per guiar altres unitats, inclòs el Servei Aeri Especial (SAS) i agents secrets a través del desert. Durant la Campanya del Desert entre desembre de 1940 i abril de 1943, els vehicles del LRDG van operar constantment darrere de les línies de l'Eix.Possiblement, la seva acció ofensiva més destacada va ser durant l'operació Caravana, un atac a la ciutat de Barce i el seu aeròdrom associat, la nit del 13 de setembre de 1942. No obstant això, el seu paper més vital va ser el de 'Road Watch' (Vigilància de la carretera), durant el qual van controlar clandestinament el trànsit a la carretera principal de Trípoli a Bengasi, transmetent la informació al quarter general de l'exèrcit britànic.
Amb la rendició de les forces de l'Eix a Tunísia el maig de 1943, el LRDG va canviar de rol i va traslladar les operacions a la Mediterrània oriental, realitzant missions a les illes gregues, Itàlia i els Balcans. Després del final de la guerra a Europa, els líders de l'LRDG van sol·licitar a l'Oficina de Guerra que la unitat fos transferida a l'Extrem Orient per dur a terme operacions contra l'Imperi japonès. La sol·licitud va ser rebutjada i el LRDG es va dissoldre l'agost de 1945.